# Akira Nogami
Akira Nogami (野上 彰 Nogami Akira?) (13 de marzo de 1966) es un luchador profesional y actor japonés, más conocido por su nombre artístico AKIRA. Es famoso por su larga carrera en New Japan Pro Wrestling.

## En lucha
- Movimientos finales
  - Musasabi Press[1][2] (Long-range diving splash)
  - STF[1] - 1998-presente; adoptado de Masahiro Chono

- Movimientos de firma
  - Growing Up[1][2] (STF transicionado en cradle pin) - 1998-presente
  - Old Boy[1] (Stepover toehold abdominal strecht) - 1998-presente
  - Legend-Style Sunset[3] (Sunset flip)
  - DDT[2]
  - Diving moonsault
  - Dragon screw
  - Dropkick, a veces desde una posición elevada
  - Enzuigiri
  - Figure four leglock
  - Leaping clothesline
  - Over the top rope suicide dive
  - Varios tipos de suplex:
    - Double underhook
    - Full Nelson[1][2]
    - German[2]
    - Vertical

## Campeonatos y logros
- New Japan Pro Wrestling
  - IWGP Junior Heavyweight Championship (1 vez)
  - IWGP Junior Heavyweight Tag Team Championship (1 vez) – con Jushin Liger
  - One Night Tag Team Tournament (1996) – con Michiyoshi Ohara

- Wrestling New Classic
  - WNC Championship (1 vez)
  - WNC Championship Tournament (2012)